# Castro Valley
Castro Valley är en ort (CDP) i Alameda County, i delstaten Kalifornien, USA. Enligt United States Census Bureau har orten en folkmängd på 61 388 invånare (2010) och en landarea på 43,1 km².